# Alexandre de Pèrgam
Alexandre de Pèrgam (en llatí Alexander, en grec antic Ἀλέξανδρος) va ser un noble del regne de Pèrgam, a qui Àtal I va enviar com a ambaixador a Roma l'any 198 aC, per negociar la pau amb el senat romà, segons diu Polibi. Pèrgam va ser en endavant un fidel aliat de Roma.